# Фергюсон, Эмма
Э́мма Фе́ргюсон (англ. Emma Ferguson; Уондсуорт, Лондон, Англия) — британская актриса.

## Биография
Эмма Фергюсон родилась в Уондсуорте (Лондон, Англия, Великобритания). Она путешествовала регулярно с самого раннего возраста, проживала в таких странах, как Гонконг, Германия и ОАЭ.
Эмма дебютировала в кино в 1999 году, сыграв роль Сандры в телесериале «Барбара». Фергюсон сыграла в 16-ти фильмах и телесериалах.
С 8 ноября 2009 года Эмма замужем за музыкантом Марком Оуэном (род. 1972), с которым она встречалась 5 лет до их свадьбы. У супругов есть трое детей, сын и двое дочерей — Элвуд Джек Оуэн (род. 19.08.2006), Уиллоу Роуз Оуэн (род. 25.11.2008) и Фокс Индия Оуэн (род.24.07.2012).